# Domingos da Guia
Domingos da Guia (Rio de Janeiro, 19 november 1912 – aldaar, 18 mei 2000) was een Braziliaans voetballer. Hij wordt gezien als een van de beste verdedigers uit de Braziliaanse geschiedenis en is een clubicoon van Flamengo en Corinthians. Hij is de vader van sterspeler Ademir da Guia.

## Biografie
Hij begon zijn carrière bij Bangu, waar zijn oudere broer Ladislau sterspeler was. In 1933 ging hij bij het Uruguyaanse Nacional spelen en werd er meteen kampioen mee. Na tussenstops bij Vasco da Gama en Boca Juniors werd hij een sterspeler voor Flamengo. Van 1944 tot 1948 speelde hij ook nog voor Corinthians en hij sloot zijn carrière af waar ze begonnen was, bij Bangu.
Hij speelde ook 30 wedstrijden voor het nationale elftal en speelde op het WK 1938 waar hij vier wedstrijden speelde.